# 十四行集
《十四行集》，冯至的代表性诗集。
冯至的代表性作品有：诗集《昨日之歌》、《北游及其他》、《十四行集》、《十年诗抄》；小说《伍子胥》；散文集《山水》；学术著作《杜甫传》；译著《给一个青年诗人的十封信》（莱纳·玛利亚·里尔克）、《海涅诗选》（海因里希·海涅）。

## 写作和出版
1940年冬天，冯至避难居住在云南省昆明市，他看到蓝天上的飞机，想起了庄子《逍遥游》的“鹏鸟”，于是就写出了一首诗，这便是《十四行集》其中一首，该诗集一共22首，用西方十四行诗的形式写作而成。

## 内容
部分诗歌描述作者对“死亡”的认知，深深受到约翰·沃尔夫冈·冯·歌德“蜕变论”的影响，如“我们安排我们在这时代，像秋日的树木，一颗颗，把树叶和些过时的花朵，都交给秋风，好舒开树身，伸入严冬”；如描写细微事物，发现其中的崇高，《鼠曲草》“躲避这一切名称，过一个渺小的生活，不辜负高贵和洁白，默默地成就你的死生”；部分诗歌歌颂杰出人物，如《鲁迅》、《蔡元培》、《甘地》、《歌德》、《画家凡诃》；部分诗歌歌颂大自然，如《我们站在高高的山巅》、《原野的小路》、《别离》、《深夜又是深山》、《威尼斯》。

## 主题和思想
冯至的这部诗集受到德国诗人莱纳·玛利亚·里尔克的影响，尤其是《杜伊诺的哀歌》、《致奥尔弗斯的十四行诗》，里尔克主张独自观察大自然万事万物，从中体验“生”的意义。

## 评价
冯至自己曾说：“但愿这些诗像一面风旗，把住些把不住的事体”。